# Koh-e Baba
Der Koh-e Baba (paschtunisch بابا غر Bâbâ Ǧar; persisch کوه بابا, DMG Kōh-i Bābā, ‚Berg des Vaters, Vaterberg‘) ist eine Gebirgskette in Zentral-Afghanistan.
Er erstreckt sich nordwestlich von Kabul über eine Länge von etwa 250 km in Ost-West-Richtung und stellt die westliche Fortsetzung des Hindukusch dar. In diesem Sinne wird er bisweilen auch als westlicher Ausläufer der HKH-Kette und Teil der kontinentalen Gebirgsregion Hochasien gesehen. Im Shah Fuladi erreicht die Bergkette eine Höhe von 5048 m. Der Koh-e Baba bildet eine Wasserscheide zwischen mehreren Flusssystemen. Nach Norden hin wird der Gebirgszug über den durch das Bamiyan-Tal fließenden Kundus-Fluss zum Amudarja entwässert. Im Nordwesten des Gebirges entspringt der Hari Rud. Der Süden des Koh-e Baba wird vom Flusssystem des Hilmend entwässert.
Über den 3500 m hoch gelegenen Hajigak-Pass führt eine Hauptverbindungsstraße zwischen Kabul und Bamiyan.